# Sinezona pacifica
Sinezona pacifica là một loài ốc biển, là động vật thân mềm chân bụng sống ở biển thuộc họ Scissurellidae.